# Orthaga
Orthaga är ett släkte av fjärilar. Orthaga ingår i familjen mott.

## Bildgalleri

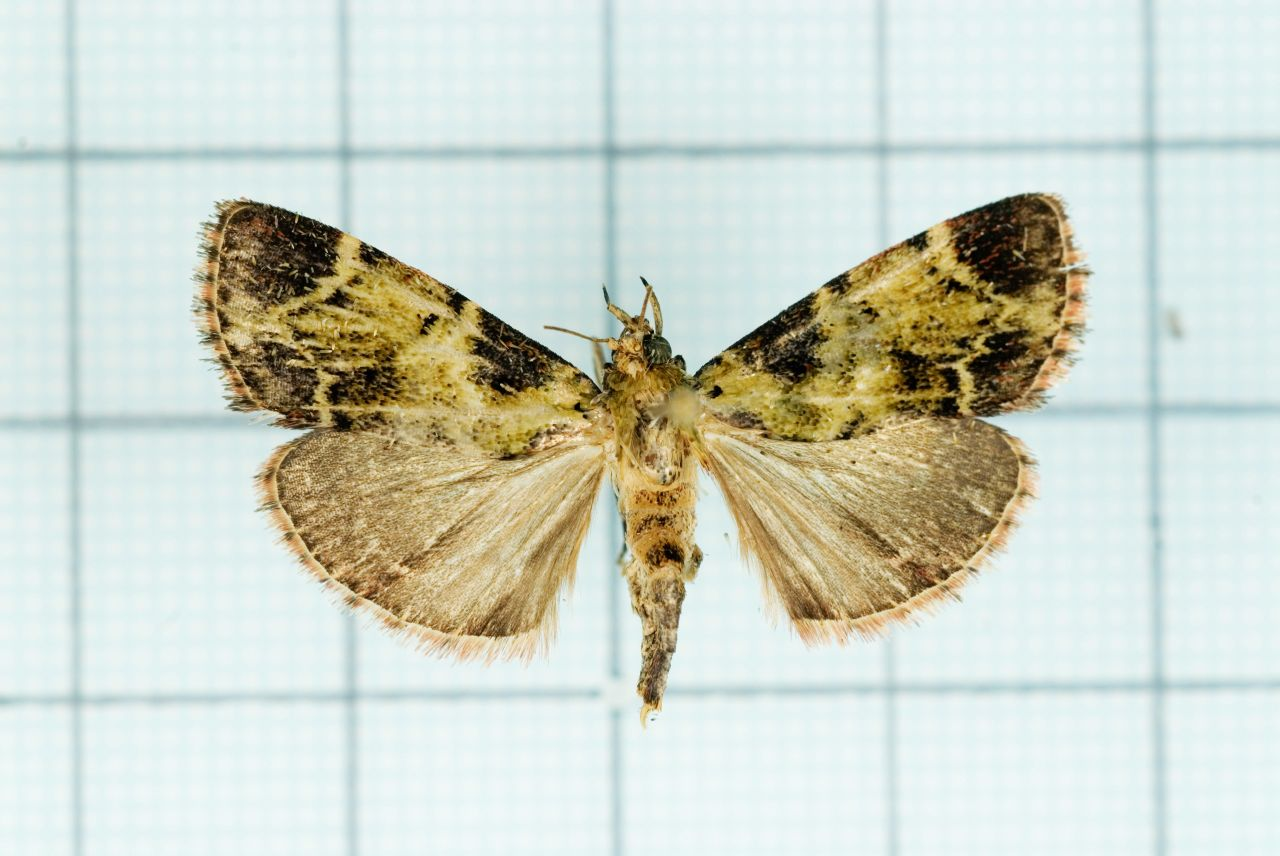
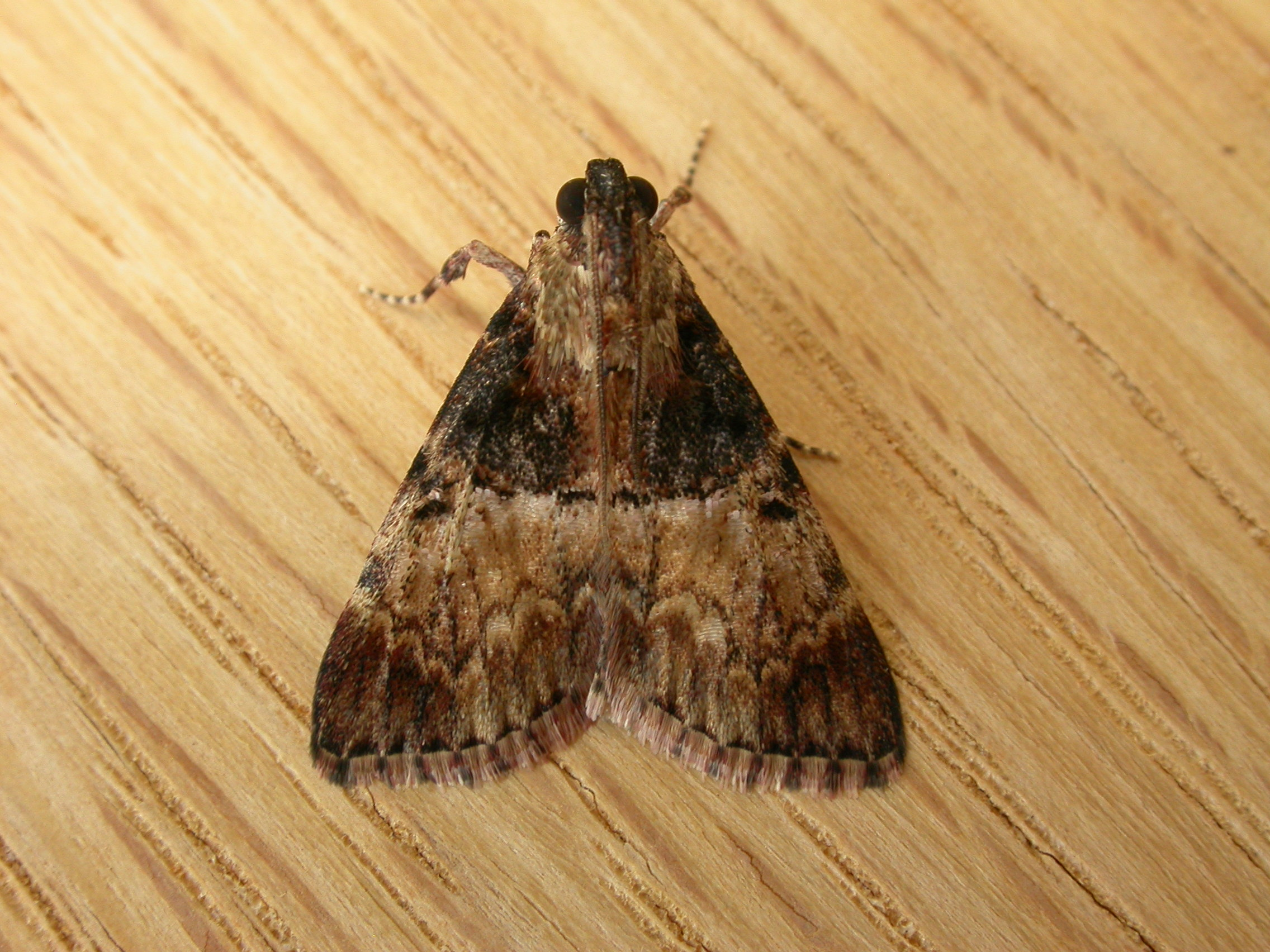

## Dottertaxa tillOrthaga, i alfabetisk ordning[1]
- Orthaga achatina
- Orthaga acontialis
- Orthaga aenescens
- Orthaga altusalis
- Orthaga amphimelas
- Orthaga amurensis
- Orthaga asbolaea
- Orthaga auroviridalis
- Orthaga basalis
- Orthaga bipartalis
- Orthaga castanealis
- Orthaga chionalis
- Orthaga chionopa
- Orthaga columbalis
- Orthaga confusa
- Orthaga cryptochalcis
- Orthaga disparoidalis
- Orthaga durranti
- Orthaga ecphoceana
- Orthaga edetalis
- Orthaga erebochlaena
- Orthaga euadrusalis
- Orthaga eumictalis
- Orthaga euryzona
- Orthaga exvinacea
- Orthaga ferrealis
- Orthaga ferruginea
- Orthaga fumida
- Orthaga fuscofascialis
- Orthaga grisealis
- Orthaga haemarphoralis
- Orthaga helvialis
- Orthaga hemileuca
- Orthaga icarusalis
- Orthaga irrorata
- Orthaga klossi
- Orthaga leucatma
- Orthaga leucolophota
- Orthaga lithochroa
- Orthaga mangiferae
- Orthaga melanoperalis
- Orthaga meyricki
- Orthaga mixtalis
- Orthaga molleri
- Orthaga olivacea
- Orthaga onerata
- Orthaga percnodes
- Orthaga phaeopteralis
- Orthaga prionosticha
- Orthaga rhodoptila
- Orthaga roseiplaga
- Orthaga rotundalis
- Orthaga rubridiscalis
- Orthaga rudis
- Orthaga semialba
- Orthaga semieburnea
- Orthaga seminivea
- Orthaga shisalis
- Orthaga subbasalis
- Orthaga tholoessa
- Orthaga tritonalis
- Orthaga umbrimargo
- Orthaga vicinalis
- Orthaga vitialis